# Дувр Атлетік
ФК «Дувр Атлетік» (англ. Dover Athletic Football Club) — англійський футбольний клуб з міста Дувр, заснований у 1983 році. Виступає в Національній лізі. Домашні матчі приймає на стадіоні «Креббл Атлетік Граунд», потужністю 5 745 глядачів.